# Санта-Мария-де-Гуадалупе
Королевский монастырь Санта-Мария-де-Гуадалупе (исп. Real Monasterio de Santa María de Guadalupe) — монастырь в городе Гуадалупе в испанской провинции Касерес.
Монастырь был основан в 1340 году королём Альфонсом XI на месте часовни, где по легенде была найдена статуэтка Девы Гуадалупской.
В XIV веке в монастыре работали школы грамматики и медицины, три больницы, аптека и находилась одна из самых больших в Испании библиотек. 
До XV века являлся местом погребения королевских особ — в частности, здесь похоронены Мария Арагонская и её сын Энрике IV.
В 1808 году монастырь подвергся разграблению: его разрушили наполеоновские солдаты. В нынешнем виде в начале XX в. обитель восстановили францисканские монахи.
Является памятником культуры, в котором объединены все направления испанской архитектуры религиозного направления четырех столетий. Включён ЮНЕСКО в список Всемирного культурного наследия в 1993 году.